# DAF 46
O DAF 46 era um veículo de passeio produzido pela empresa holandesa DAF (sigla de Van Doorne's Automobiel Fabriek), criado para suceder o DAF 44 em 1974. Até 1976, quando se encerrou sua fabricação, foram construídos 32.353 veículos desse modelo.
A principal diferença entre DAF 44 e o DAF 46 estava na suspensão traseira, que passou a adotar o estilo De Dion com molas em substituição aos eixos oscilantes com molas, e, por isso, a nova versão pesava 40 kg a mais do que a anterior, mas ainda assim conseguia alcançar a mesma velocidade máxima, devido a alterações promovidas no câmbio. Aceleração, no entanto, era consideravelmente mais lenta: o DAF 44 ia de 0 a 80 km/h em 15 s, enquanto que o DAF 46 obtinha o mesmo resultado em 18 s. Outra diferença é que a nova versão utilizava apenas uma correia de transmissão.
Seguindo o padrão dos carros de passeio da marca, também tinha transmissão continuamente variável (Câmbio CVT) por meio do inovador Sistema Variomatic.